# XTAR
XTAR, LLC est une entreprise américaine de télécommunications par satellite dont le siège est à Rockville, État du Maryland, aux États-Unis. Elle possède des bureaux à Madrid, en Espagne, et à Palo-Alto, État de Californie, aux États-Unis. 

## Description
La société est née le 12 juillet 2001. Elle est détenue à 56 % par Loral Space and Communications et à 44 % par la société espagnole Hisdesat.
Son activité consiste en la fourniture de services de télécommunications en bande X et Ka pour le gouvernement des États-Unis et de ses alliés.
Elle possède et gère le satellite XTAR-EUR et loue 8 répéteurs de 72 MHz sur le satellite Spainsat qu'elle commercialise sous le nom de XTAR-LANT.